# Katastrofa rosyjskiego Tu-154 na Morzu Czarnym (2016)
Katastrofa rosyjskiego Tu-154 na Morzu Czarnym – wypadek lotniczy, do którego doszło rano w niedzielę 25 grudnia 2016 roku.

## Statek powietrzny
Samolot Tu-154B-2 o znakach rejestracyjnych RA-85572 (nr seryjny 83A-572) został wyprodukowany w Zakładach Lotniczych „Aviakor” w Kujbyszewie w marcu 1983 i od początku był eksploatowany przez rosyjskie siły powietrzne. Do chwili wypadku wylatał 6689 godzin, ostatni remont przeszedł 29 grudnia 2014, a we wrześniu 2016 obsługę okresową. Dowódcą statku powietrznego był major Roman Wołkow, pilot pierwszej klasy z nalotem ok. 3500 godzin, a drugim pilotem był Aleksandr Rowieński.

## Wypadek

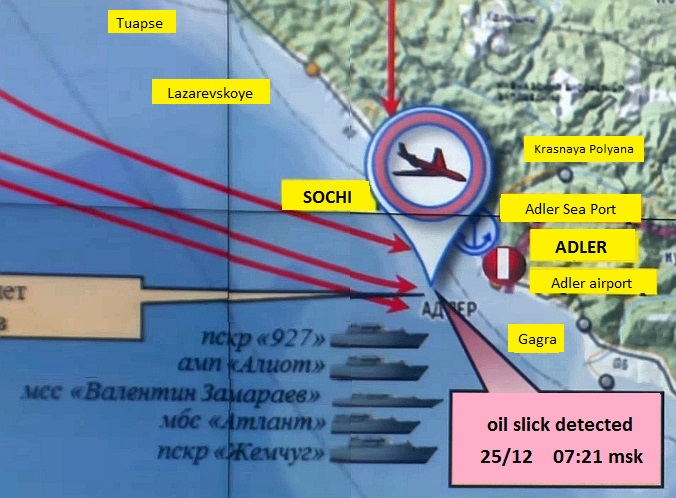
Miejsce wypadku

Należący do Ministerstwa Obrony Federacji Rosyjskiej samolot Tu-154B-2 leciał z Moskwy (lotnisko wojskowe im. Czkałowskiego) do Latakii w Syrii, z planowanym międzylądowaniem na lotnisku Adler w Soczi. O godz. 5:27 MSK (2:27 GMT), dwie minuty po starcie z lotniska Adler, samolot, nie nabierając wysokości, wykonał zakręt o 180 stopni i zniknął z zasięgu radarów. Jego fragmenty i ciała ofiar zostały odnalezione w Morzu Czarnym, około 1,5 km od wybrzeża.
Na pokładzie znajdowały się 92 osoby, w tym ośmiu członków załogi, 64 artystów Chóru Aleksandrowa, ośmiu wojskowych (w tym dyrektor i kierownik artystyczny chóru, gen. Walerij Chaliłow), troje urzędników i działaczy (w tym lekarka Jelizawieta Glinka, prezes fundacji Sprawiedliwa Pomoc) oraz dziewięciu dziennikarzy z rosyjskich kanałów telewizyjnych: Pierwszego, NTV i Zwiezda.
Zespół miał wystąpić na koncercie noworocznym dla rosyjskiego garnizonu interwencyjnego w bazie lotniczej Humajmim w Latakii, wspierającego siły rządowe Baszszara al-Asada w czasie wojny domowej w Syrii.

## Reakcje
W związku z wypadkiem samolotu prezydent Rosji Władimir Putin ogłosił 26 grudnia dniem żałoby narodowej. To samo zarządził na terenie Białorusi prezydent tego kraju, Alaksandr Łukaszenka.
28 grudnia francuski satyryczny tygodnik „Charlie Hebdo” opublikował karykatury postrzegane jako szydercze wobec ofiar wypadku. Jeden z rysunków pokazuje spadający samolot i tekst, który można przetłumaczyć jako „Złe wieści... Putina nie było na pokładzie”.

## Badanie przyczyn
W dniu wypadku ogłoszono rozpoczęcie śledztwa w sprawie katastrofy.